# Dąbiesjön

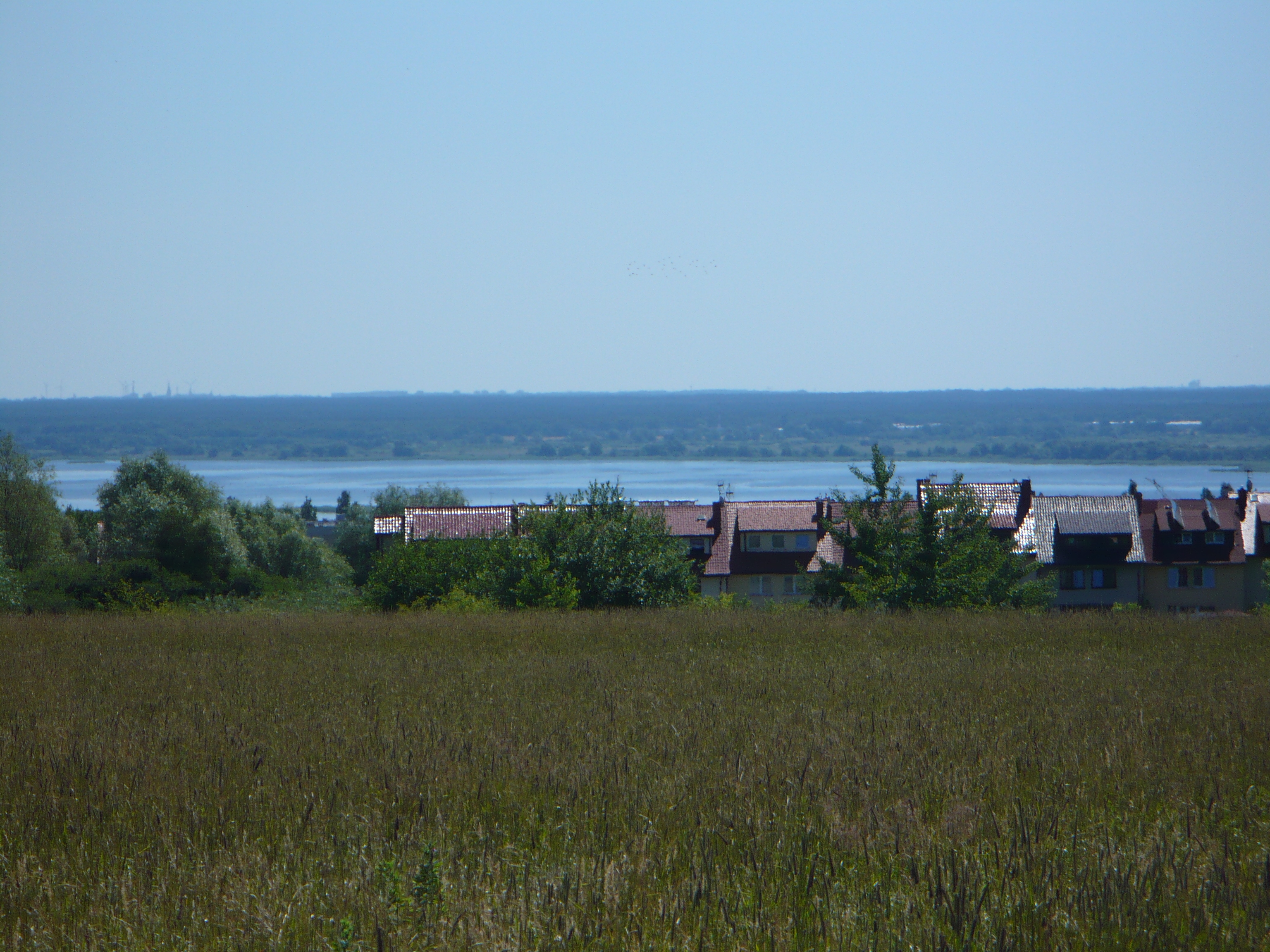

Dąbiesjön eller Dammsjön (polska: Jezioro Dąbie, tyska: Dammscher See) är en 56 km² stor insjö i nordvästra Polen, belägen i Västpommerns vojvodskap direkt nordost om staden Szczecin. Sjön är omkring 14 km lång och upp till 4 km bred, med ett maximalt djup på 8 m.
Dąbiesjön utgör en utvidgning av floden Oder i dess nedre lopp, och floden rinner ut i sjön vid Szczecins hamn. Andra större floder som rinner ut i sjön är Ina i norr och Płonia i söder. Sjöns utlopp i Oders nedersta del ligger vid staden Police, strax ovanför Oders utlopp i Oderlagunen.
De västra och södra stränderna är relativt tätbebyggda med Szczecins hamn och förorter, medan den norra och östra stranden är glesbebyggd.
Namnet kommer från den gamla staden Dąbie (tyska: Altdamm) vid sjöns södra strand, idag en stadsdel i Szczecin.

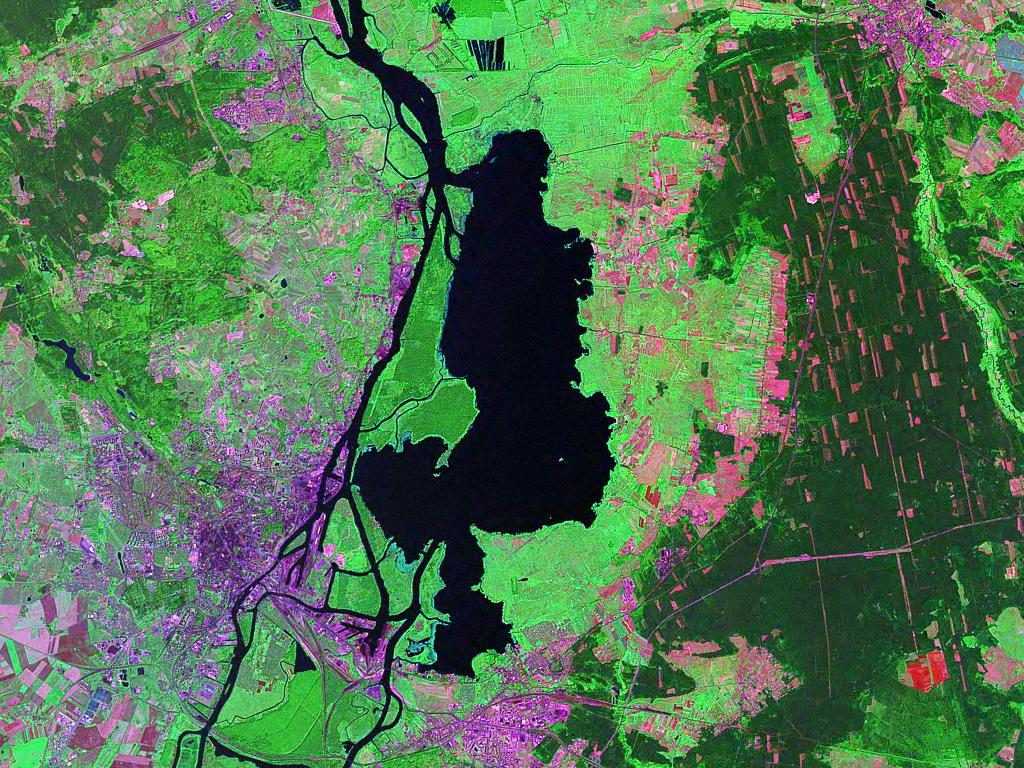
Satellitbild